# 白沙镇 (阳新县)
白沙镇，是中华人民共和国湖北省黃石市阳新县下辖的一个镇。

## 行政区划
白沙镇下辖以下地区：
星街社区、黄塘村、潘祥村、下畈村、吕广村、世丰村、白沙铺村、石茂村、石和村、土库村、平原村、墩福村、高椅村、云山村、珠林村、汪武颈村、韩家山村、大林村、枫树下村、赤马村、上潘村、坑头村、新星村、青山村、兴祖村、巢门村、舒畈村、山口村、石清村、公和村、同斗村、金龙村、五珠村、吴东城村、坪湖林村、星街村、月星村、三房村和项家山村。

## 交通
- 武九客运专线：白沙铺站